# Musée du Guesclin
Le musée du Guesclin est un musée situé sur la commune française de Châteauneuf-de-Randon en Lozère. Il retrace la vie du grand connétable de France, Bertrand du Guesclin, mort à Châteauneuf-de-Randon en juillet 1380. Il est ouvert durant les mois de juillet et août.

## Historique et localisation
Le musée est situé dans la mairie de la commune, sur la place principale où a été érigée une statue à la gloire du grand connétable.

## Présentation
La salle d'exposition retrace la vie du Guesclin. Le château de Châteauneuf-Randon est également mis en valeur, avec une maquette de ce à quoi il devait ressembler.